# فانيسا بارادي
فانيسا شانتال بارادي (بالفرنسية: Vanessa Paradis) (ولدت في 22 ديسمبر 1972) هي مغنية فرنسية وعارضة أزياء وممثلة. أصبحتْ نجمة في سن 14 سنة بعد أن حققت أغنيتها "Joe le taxi". نجاحًا عالميًا.

## حياتها
فانيسا بارادي (Vanessa Paradis) ولدتَ في 22 ديسمبر/كانون الأول 1972، في مدينة القدّيسِ سان مور وهي منطقة قُرْبية من باريس. عاشت طفولتها مَع أبويها في فيليرز سور مارن. أعجبت بفن السينما في وقت مبكراً من حياتها وكانت من المعجبين بمارلين مونرو. أخذت دروس في البيانو والرقصَ في سن المراهقة.
هي أيضًا رفيقة سابقة للنجم جوني ديب.
كانت فانيسا بارادي التقت وجوني ديب (49 عاما) عام 1998 في باريس وكانا يعيشان بين هوليوود وجنوب فرنسا. ولم يتزوجا يوما ولهما طفلان، ليلي وكريستور المعروف بجاك. وعلى مدى 14 عاما من الحياة المشتركة اعتمد جوني ديب وفانيسا بارادي تكتمًا كبيرًا وكانا يتصدران أخبار الصحف فقط عندما تكون لهما أعمال ناجحة.
دافعت فانيسا بارادي شريكة حياة جوني ديب السابقة وابنتهما ليلي روز عن الممثل الذي تتهمه زوجته الممثلة امبير هيرد بتعنيفها. ففي رسالة مكتوبة بخط اليد نشرها موقع «تي ام زي» الذي يعنى بأخبار المشاهير الذي أكد أنه تلقاها من فانيسا بارادي شخصيًا، وصفت النجمة الفرنسية والد طفليها على أنه «شخص حساس ومحب ومحبوب». وأضافت «أظن من كل قلبي أن الادعاءات الأخيرة التي سيقت مشينة. فطوال السنوات التي عرفت فيها جوني لم يكن يومًا عنيفًا معي جسديًا وهذا أمر لا يشبه أبدًا الرجل الذي عشت معه 14 عامًا رائعة».

## اعمال

### افلام
- عرس ابيض (1989)

## وصلات خارجية
- الموقع الرسمي
- Vanessa Paradis نسخة محفوظة 8 أغسطس 2012 على موقع واي باك مشين. at مجموعة يونيفرسال الموسيقية
- فانيسا بارادي على موقع IMDb (الإنجليزية)
- فانيسا بارادي على موقع ميتاكريتيك (الإنجليزية)
- فانيسا بارادي على موقع روتن توميتوز (الإنجليزية)
- فانيسا بارادي على موقع مونزينجر (الألمانية)
- فانيسا بارادي على موقع ألو سيني (الفرنسية)
- فانيسا بارادي على موقع ميوزك برينز (الإنجليزية)
- فانيسا بارادي على موقع أول موفي (الإنجليزية)
- فانيسا بارادي على موقع قاعدة بيانات الأفلام السويدية (السويدية)
- فانيسا بارادي على موقع إن إن دي بي (الإنجليزية)
- فانيسا بارادي على موقع أول ميوزيك (الإنجليزية)